# Европеоидная раса

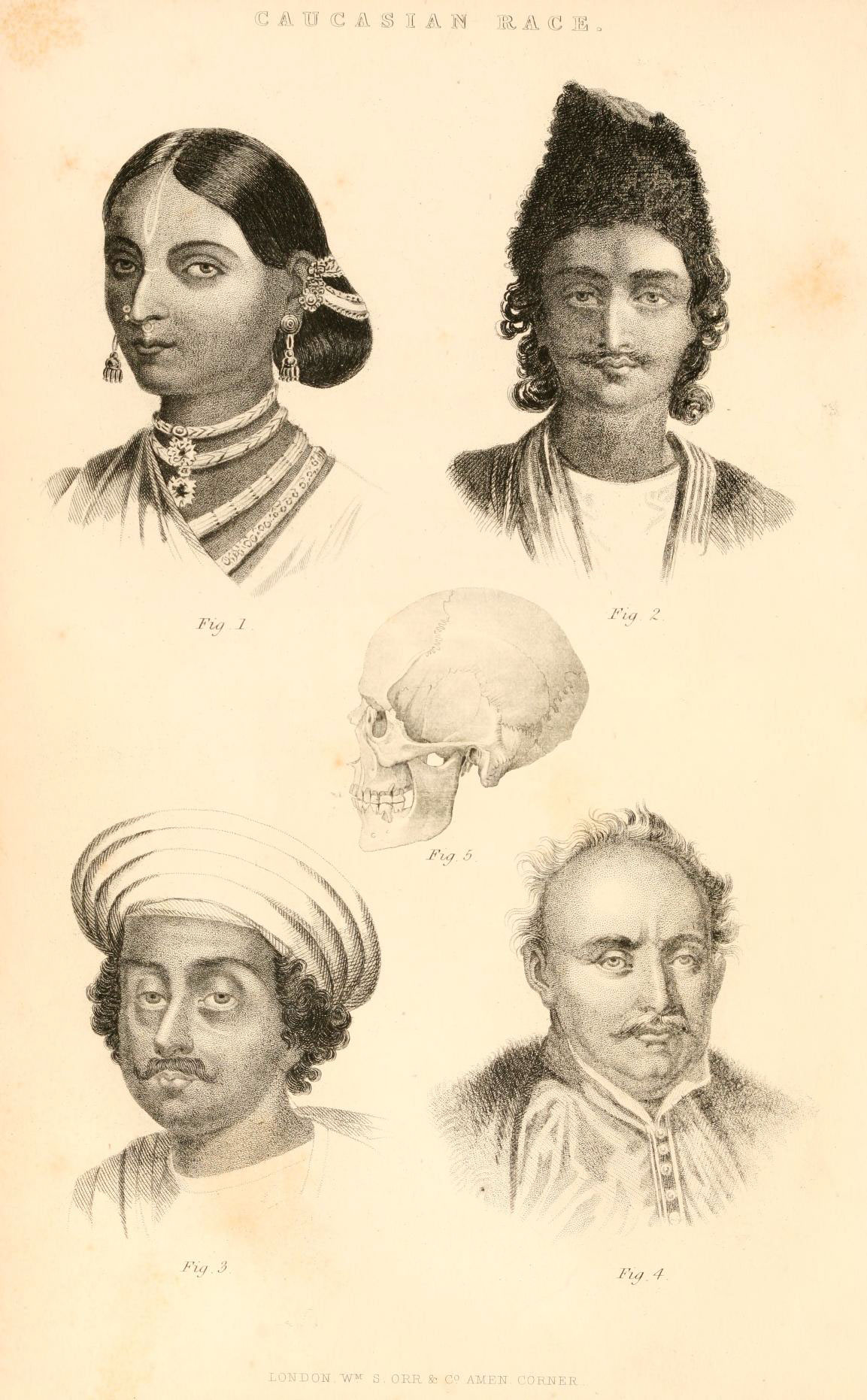
«Кавказская раса» в книге «Царство животных» 1854 года

Европео́идная ра́са (еврази́йская или кавка́зская — устаревшее название) — в западной антропологии — устаревшее понятие расовой классификации, не используемое в науке ввиду дискредитации представлений о расе как о биологической категории; в традиционной, в том числе советской и российской антропологии — одна из больших рас человечества, выделяемая наряду с негроидной, монголоидной и австралоидной; при этом расы рассматриваются как исторические категории, открытые популяционные системы, которые постоянно изменяются. 
Неточными и устаревшими синонимами понятия европеоидная раса являются термины «белые» люди, «белая раса», — также устаревшее понятие расовой классификации, обычно социальная категория, критерием которой считается светлый цвет кожи. Концепция разделения человечества на три расы — европеоидную, монголоидную и негроидную (первоначально называвшуюся «эфиопской») — была введена в 1780-х годах членами Гёттингенской исторической школы и получила дальнейшее развитие у западных учёных. Французский анатом Жорж Кювье выделял три расы — «белую» («кавказскую»), «чёрную» («эфиопскую») и «жёлтую» («монгольскую»).
До эпохи Великих географических открытий европеоидная раса была распространена в Европе, Передней Азии и Северной Африке. Также европеоиды проживают в большей части Южной Азии (в Пакистане, Северной Индии, Бангладеш) и частично в оазисах Средней Азии. Позднее европеоиды широко расселились в Северной Америке и Южной Америке, в Южной Африке и Австралии. Является самой многочисленной расой на Земле (около 40 % населения планеты).

## Признаки

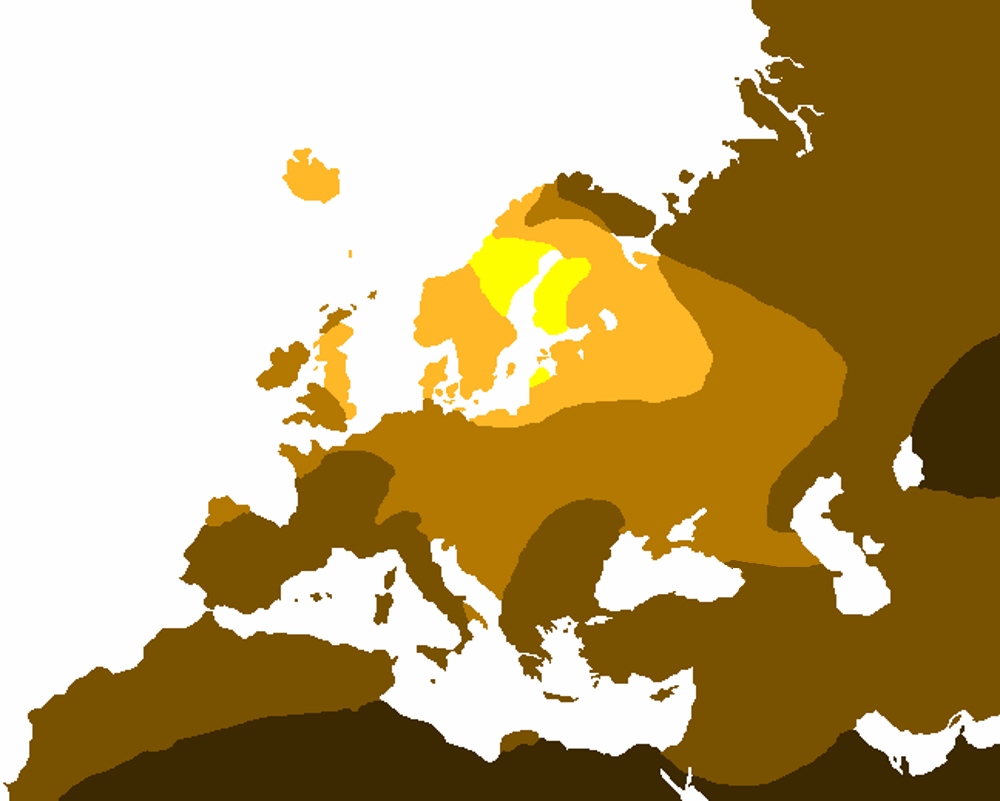
Географическое распределение людей по пигментации волос в Европе (от наиболее тёмной до наиболее светлой):
менее 1 %
1—19 %
20—49 %
50—79 %
80—100 %

Характерные признаки включают, прежде всего, ортогнатное лицо, которое существенно выступает вперёд в горизонтальной плоскости. Волосы прямые или волнистые, как правило, мягкие (в частности, у северных групп), глаза имеют широкий разрез, хотя глазная щель бывает небольшой, нос средне или сильно выступающий с высоким переносьем, губы тонкие или умеренно толстые, сильный или средний рост волос на лице и теле. Широкие кисти рук и стопы. Цвет кожи, волос и глаз разнообразный: от очень светлых оттенков у северных групп до очень тёмных у южных и восточных популяций.

## Антропологические типы
Согласно устаревшей типологической классификации, включает в себя нордическую, средиземноморскую, динарскую, фальскую, альпийскую, восточно-балтийскую, лаппоноидную и другие подгруппы (в зависимости от автора классификации).
Вероятно, в доисторический период в Европе существовали и иные подрасы. Так, Северную Африку вплоть до последнего оледенения населяли мехтоиды, сходные с европейскими кроманоидами эпохи верхнего палеолита.
В Западной, Центральной, Южной Европе и Северной Африке:
- Нордиды
- Альпийский тип
- Фальский тип
- Балкано-кавказская раса
- Динарский тип
- Средиземноморская раса
- Ориентальная раса
- Борребю
- Брюнн
- Понтийский подтип

В Восточной Европе и Азии:
- Нордическая раса
- Беломоро-балтийская раса
- Восточно-балтийский тип
- Балкано-кавказская раса
- Каспийский подтип
- Понтийский подтип
- Динарский тип
- Арменоидный тип
- Ориентальная раса
- Альпийский тип
- Кавкасионский тип
- Памиро-ферганская раса

Маркку Нисканен (кафедра антропологии в Университете Оулу, Финляндия) оспаривает прежнее утверждение о монголоидности финно-угров. Он утверждает, что реальность такова, что балто-финны, саамы, волжские финны, пермские финны и венгры являются фенотипически и генетически типичными европейцами.
В отличие от Нисканена, генетик Луиджи Лука Кавалли-Сфорца из Стэнфордского университета (1994) заявил, что генетическое исследование саамов показало 47,5 % «монголоидных» и 52,5 «европеоидных» генов с погрешностью ± 4,9 %. Кавалли-Сфорца считает европеоидную часть ДНК саамов, «пришедшей», вероятно, из Скандинавии, а их «монголоидную» сторону — сибирского происхождения.
В современной западной антропологии расы в целом рассматриваются как неподходящие для отражения биологической изменчивости человека. В 2023 году Национальные академии наук, инженерии и медицины США отказались от выделения рас при генетических исследованиях.

Армянин — арменоидный тип
Ирландец — средиземноморский тип
бишари[англ.] — хамитский тип
Афганец — ираноидный тип
Датчанин — нордический тип
Таджик — альпийский тип
Хинди — смешанный арийский тип
Каталонец — иберийский тип

## Происхождение
Европеоидная раса в современном виде сложилась позднее голоцена.
У населения Европы голубые глаза были широко распространены уже у охотников-собирателей эпохи мезолита, но ген, отвечающий за светлую пигментацию кожи, закрепился со 100%-й частотой только к бронзовому веку.
В составе европеоидов выделяется две ветви — северная и южная. Различия между ними касаются в основном пигментации оттенков кожи, глаз, волос. Между этими двумя ветвями располагаются народы, занимающие промежуточное положение. Советский этнограф и доктор исторических наук Н. Н. Чебоксаров ещё в 1930-х годах высказал мысль о том, что южные европеоиды, промежуточные варианты и северные европеоиды представляют собой результат последовательного процесса депигментации изначально тёмно-пигментированного населения. Южные европеоиды стоят к исходному типу ближе, чем северные.
Секвенирование геномов древних людей, проведённое лабораторией под руководством генетика Дэвида Райха в 2016 году, выявило, что «белые» европейцы не являются единой гомогенной группой, а происходят преимущественно от смеси четырёх западно-евразийских предковых групп: WHG (западноевропейские охотники-собиратели), EHG (восточноевропейские охотники-собиратели), неолитические земледельцы из Леванта / Анатолии, а также неолитические земледельцы с территории современного Ирана (часто обозначаемые как «EEF»; ранние европейские земледельцы) — в разной степени, и большую часть своей родословной они ведут от древних ближневосточных групп.
Недавнее генетическое исследование, опубликованное в «Европейском журнале генетики человека» в Природе (2019 г.), показало, что популяции на Ближнем Востоке и европеоидные жители Северной Африки (арабы), европейцы, дравидийцы (индийцы) и некоторые жители Центральной Азии тесно связаны друг с другом. Они очень отличаются от африканцев к югу от Сахары или восточноазиатских групп населения.

## История терминов

### Европеоидная раса
Научный термин «европеоид» (англ. Europoid, нем. Europide) образован объединением слова «европеец» и суффикса «-оид», что означает «похожий».

### Кавказоидная раса

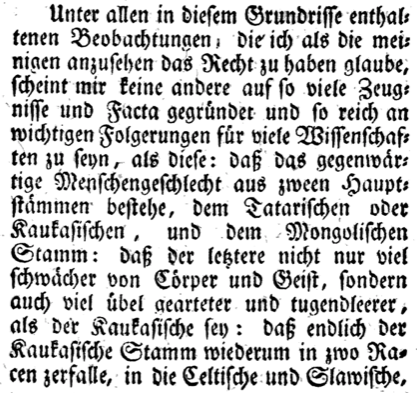
Трактат Кристофа Мейнерса «Набросок истории человечества» 1785 года стал первым трудом, в котором термин Kaukasisch был использован в широком расовом смысле

«Кавказская раса» (лат. Varietas Caucasia) — термин, предложенный немецким антропологом Фридрихом Блуменбахом в XVIII веке. Блуменбах отнёс к ней народы Европы (за исключением финнов, венгров и турок), а также жителей Южной и Передней Азии и Северной и Северо-Восточной Африки. Название возникло от того, что Блуменбах ошибочно считал Кавказ местом рождения человечества.

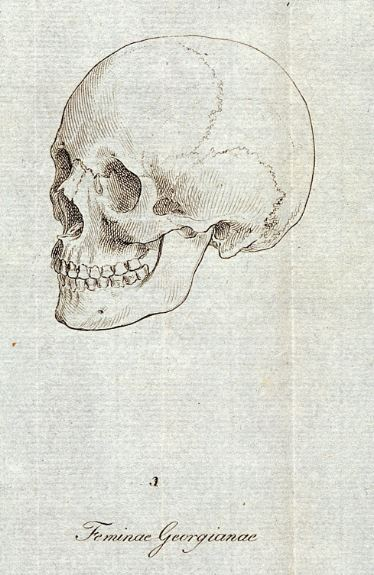
Рисунок черепа женщины с территории Грузии, выполненный Фридрихом Блуменбахом, использованный в качестве архетипа европеоидных Varietas Caucasia расовых характеристик в его книге «О разнообразии человеческого рода» 1795 года

Современная наука полагает гипотезу Блуменбаха (основанную на «эстетических» критериях) о том, что человечество якобы произошло с Кавказа, ложной, так как местом происхождения человечества как рода Homo, а также и современного вида человека Homo sapiens является Африка.
В настоящее время термин Caucasian в английском языке закрепился как один из официальных терминов для обозначения европеоидов (например, используется для обозначения расовой принадлежности в базе данных IAFD).

### Средиземноморская раса
В XIX веке во избежание часто встречающегося смешения немецкий исследователь Ф. Мюллер предложил другой термин — «средиземноморская раса» (нем. Mittelländische Rasse), так как принадлежащие к ней народы достигли высоты своего развития на берегах Средиземного моря. Этот термин тогда был принят большинством этнологов (Оскар Пешель, Гельвальд и другими) и к концу XIX века почти вытеснил в научных трудах термин Блуменбаха, однако сейчас термин «средиземноморская раса» употребляется в значении расы (подрасы, расы малого порядка), входящей в европеоидную расу.